# Agave fourcroydes
Agave fourcroydes, de nombre común henequén, es una especie del género Agave que ha sido cultivado en la región maya para obtener fibras desde tiempos prehispánicos. Sus hojas están rematadas en largas espinas y sus fibras son más finas. Su cultivo ha sido de gran importancia en la península de Yucatán, teniendo más de 40 usos diferentes.

## Descripción
Es una especie monocárpica que forma una roseta de hasta 2,5 m (metros) de diámetro. Ocasionalmente, desarrolla un tronco que puede alcanzar 1-2 m de altura, robusto; en rosetas grandes, con vástagos. Hojas de 120-180 × 7-12 cm (centímetros), rectas, rígidas, lineares, ensiformes, gruesamente redondeadas en la base, gris-glaucas a verdes claras; espina de 2-3 cm, robusta, cónica, abiertamente corta, acanalada arriba de la base, algo decurrente; márgenes rectos; dientes espaciados entre sí por 1-3 cm, delgados, pardos oscuros. La inflorescencia es una panícula que alcanza 5 a 6 m de altura. Flores de (5-)6-7 cm, amarillo-verdosas; tubo de 12-16 × 12-15 mm (milímetros); tépalos de 16-18 × 3-5 mm, lineares; filamentos de 45-60 cm, robustos, insertados 6-8 mm arriba de la base del tubo; anteras de 20-24 mm; ovario de (20-)30-40 mm, fusiforme.

## Usos
Este agave tiene origen y se cultiva principalmente en Yucatán, México, para el aprovechamiento de la fibra contenida en sus hojas, para hacer jarcias, cuerdas, cordeles para barcos, alfombras, sacos o costales para empacar, y transportar granos, cereales y semillas tales como arroz, frijol y maíz, y para la fabricación de tejidos. Las zonas de Yucatán donde el cultivo ha sido más intensivo son las que se hallan alrededor de la capital del Estado, Mérida, y los municipios de Motul, Izamal y Tixkokob, principalmente.
Hacia la mitad del siglo XX se creó Cordemex, una gran agroindustria henequenera que influyó de modo determinante en la historia económica de Yucatán. Más adelante se utilizó el nombre de sisal o sisalana para denominar al agave que se cultiva en otras regiones, particularmente Brasil y Tanzania, y al que se asignó ese nombre una vez obtenido un híbrido del henequén para diferenciarlo del material vegetativo original.[cita requerida]

## Taxonomía
Agave fourcroydes fue descrito por Charles Lemaire y publicado en L'illustration horticole 11: 66. 1864.
Etimología
Agave: nombre genérico que fue dado a conocer científicamente en 1753 por el naturalista sueco Carlos Linneo, quien lo tomó del griego Agavos. En la mitología griega, Ágave era una ménade hija de Cadmo, rey de Tebas que, al frente de una muchedumbre de bacantes, asesinó a su hijo Penteo, sucesor de Cadmo en el trono. La palabra agave alude, pues, a algo admirable o noble.
fourcroydes: epíteto otorgado en honor del químico francés Antoine-François de Fourcroy.
Sinonimia
- Agave fourcroydes var. espiculata Dewey
- Agave rigida var. elongata Baker
- Agave sullivanii Trel.[5]
- Agave longifolia
- Agave sullivani
- Agave rigida var. longifolia
- Agave elongata
- Agave ixtlioides[6][7][8]

## Nombres comunes
Se llama ki en el maya que hablan los habitantes de la península de Yucatán, y también sisal, así denominado porque era del puerto de Sisal, en la mencionada península, de donde se embarcaban los cargamentos de fibra hacia sus diferentes destinos en los mercados que la consumían abundantemente a principios del siglo XX. En España se le llama también henequén de Cuba (donde fue introducido en el siglo XIX). Uno de los productores en Cuba fue Fernando Heydrich, de Heydrich & Raffoler & Cie. Esta empresa ganó un litigio para obtener una patente solicitada que fue cuestionada por otra empresa. Fue el inicio de esta actividad en la isla.

## Galería

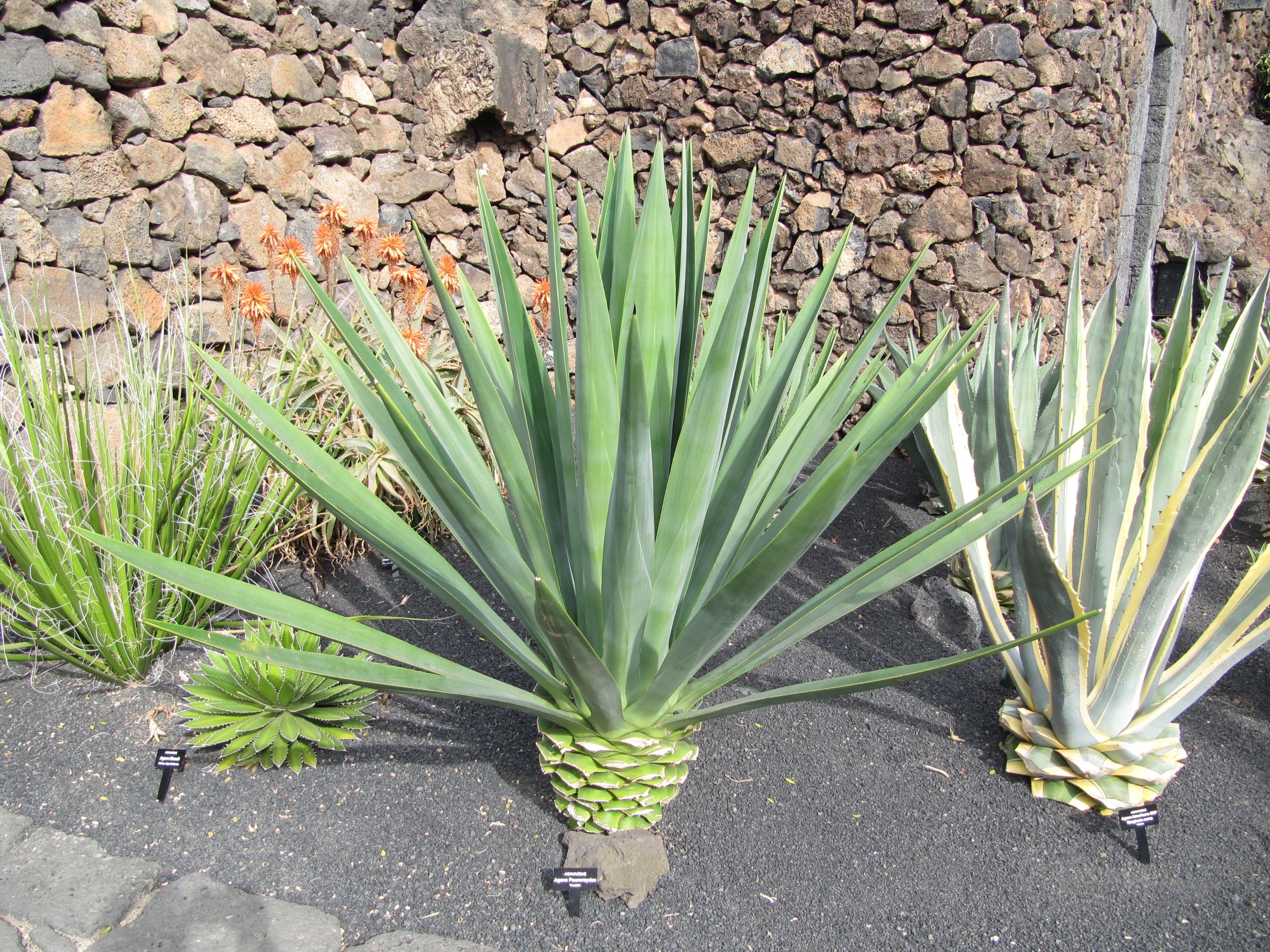
Vista de la planta
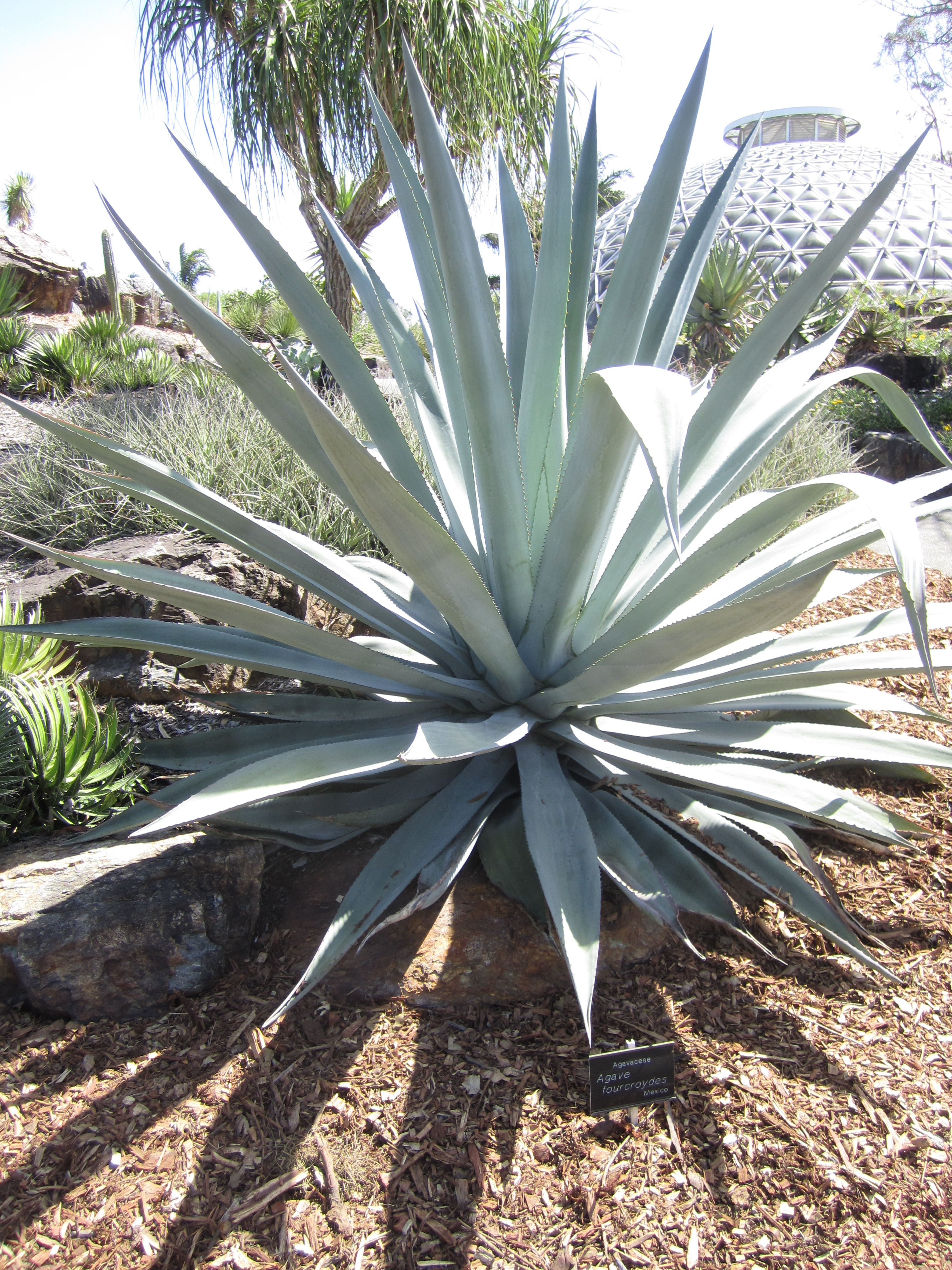
Vista de la planta